# Islas Salomón
Las Islas Salomón (en inglés: Solomon Islands, en pidgin salomonense: Solomon Aelan) son un país soberano insular ubicado en Oceanía, en la Melanesia tradicional. Forma parte de la Mancomunidad de Naciones. Su territorio está formado por más de 990 islas, de las cuales seis cuentan con una mayor superficie, repartidas las cuales mayoritariamente se encuentran en el archipiélago homónimo, situado al sureste de Papúa Nueva Guinea, y al norte de Vanuatu. Las islas Santa Cruz y Rennell y Bellona se encuentran fuera del archipiélago principal. Su capital y ciudad más poblada es Honiara, ubicada en la isla de Guadalcanal. Cuenta con una superficie de 28 896 km² (comparable a la de Israel o Armenia), y una población de 740 424 habitantes.
Las islas se han encontrado habitadas al menos desde el 30 000 a. C., con oleadas posteriores de migrantes, principalmente de la cultura lapita, dando lugar a la población indígena actual. En 1568, el navegante español Álvaro de Mendaña fue el primer europeo en visitarlas, denominándolas Islas Salomón. Mendaña volvió décadas después, en el 1595, y otra expedición española, comandada por el navegante portugués Pedro Fernández de Quirós, las visitó en 1606. Gran Bretaña definió como zona de interés el archipiélago de las Islas Salomón en junio de 1893, cuando el capitán Gibson R.N., de la corbeta HMS Curacoa, declaró las Islas Salomón meridionales como un protectorado británico. Durante la Segunda Guerra Mundial, la campaña de las Islas Salomón (1942–1945) dio lugar a un feroz combate entre los Estados Unidos, las fuerzas de la Mancomunidad de Naciones y el Imperio japonés, incluyendo la Batalla de Guadalcanal.
El nombre oficial de la por aquel entonces administración británica cambió del de Islas Salomón Británicas al de Islas Salomón en 1975, consiguiendo el autogobierno al año siguiente. Se consiguió por lo tanto la independencia, convirtiéndose en una monarquía constitucional. El jefe de Estado es el rey Carlos III, representado por el gobernador general.

## Etimología
Los españoles habían oído las leyendas incas que hablaban de unas islas, Anachumbi y Ninachumbi, descubiertas por el emperador inca Túpac Yupanqui y colmadas de tesoros. Estas regiones eran identificadas con la Tierra de Ofir, donde se encontraban las minas del rey Salomón: pese a no haber encontrado el oro esperado las denominaron islas de Salomón.

## Historia

### Prehistoria
Las islas que conforman el archipiélago de las islas Salomón fueron pobladas desde el Paleolítico, probablemente alrededor del 28 000 a. C., desde la isla de Nueva Guinea. En torno a los años 4000 a. C., pueblos neolíticos procedentes de China vía Filipinas, los austronesios, llegaron a poblar la totalidad de las islas. Excavaciones arqueológicas realizadas en Salomón demuestran que unos 3000 años más tarde acogió pueblos pertenecientes al complejo cultural lapita, una civilización oceánica neolítica que se extendió por los archipiélagos de la parte occidental del Pacífico.
Los primeros pobladores de las Salomón procedían de las islas Bismarck y de Nueva Guinea durante el Pleistoceno, entre 30.000 y 28.000 a. C., según las pruebas arqueológicas halladas en la cueva de Kilu, en la isla de Buka, en la región autónoma de Bougainville (Papúa Nueva Guinea). En esta época, el nivel del mar era más bajo y Buka y Bougainville estaban físicamente unidas al sur de las Salomón en una sola masa continental («Gran Bougainville»), aunque no está claro hasta qué punto se extendieron estos primeros pobladores hacia el sur, ya que no se han encontrado otros yacimientos arqueológicos de este periodo. 
Con la subida del nivel del mar y el final de la Edad de Hielo, entre 4000 y 3500 a. C., la Gran Bougainville se dividió en las numerosas islas que existen en la actualidad. En las cuevas de Poha y Vatuluma Posovi, en Guadalcanal, se han hallado indicios de asentamientos humanos posteriores, datados entre 4500 y 2500 a. C. La identidad étnica de estos primeros pueblos no está clara, aunque se cree que los hablantes de las lenguas de las Salomón centrales (una familia lingüística autónoma sin relación con otras lenguas habladas en las Salomón) representan probablemente a los descendientes de estos primeros colonos.
Hacia 1200-800 a. C., los lapitas austronesios empezaron a llegar desde las Bismarck con su cerámica característica. Se han hallado pruebas de su presencia en todo el archipiélago de las Salomón, así como en las islas Santa Cruz, en el sureste, y se asentaron en diferentes islas en distintas épocas. Las pruebas lingüísticas y genéticas sugieren que los lapitas «saltaron» las principales Islas Salomón ya habitadas y se asentaron primero en el grupo de Santa Cruz, con posteriores migraciones de retorno que llevaron su cultura al grupo principal.
Estos pueblos se mezclaron con los nativos de las Islas Salomón y con el tiempo sus lenguas se convirtieron en dominantes, con la mayoría de las 60-70 lenguas habladas allí pertenecientes a la rama oceánica de la familia de lenguas austronesias. Entonces, como ahora, las comunidades solían vivir en pequeñas aldeas que practicaban una agricultura de subsistencia, aunque existían amplias redes de comercio entre las islas. Se han encontrado numerosos enterramientos antiguos y otros indicios de asentamientos permanentes entre los años 1000 y 1500 d. C. en todas las islas. Uno de los ejemplos más destacados es el complejo cultural de Roviana, situado en las islas de la costa sur de Nueva Georgia, donde se construyeron numerosos santuarios megalíticos y otras estructuras en el siglo XIII. Antes de la llegada de los europeos, los habitantes de las Islas Salomón eran famosos por la caza de cabezas y el canibalismo.

### Exploraciones españolas
En 1567 partió de El Callao una expedición mandada por Álvaro de Mendaña, llevando como capitanes de los barcos a Pedro Sarmiento de Gamboa y a Pedro de Ortega en búsqueda de la Terra Australis Incognita y estudiar las posibilidades de una colonización y explotación de sus recursos. El 7 de febrero de 1568 llegaron a la primera de las islas del archipiélago las dos naves de la expedición, Los Reyes y Todos los Santos. La isla fue bautizada con el nombre de Santa Isabel. Durante seis meses exploraron la Isla de Ramos (Malaita), San Jorge (al sur de Santa Isabel), las islas Florecida, Galera, Buenavista, San Dimas, y Guadalupe (grupo de islas Florida o Nggela Sule), Guadalcanal, Sesarga (Savo), islas de San Nicolás, San Jerónimo y Arrecifes (grupo Nueva Georgia), San Marcos (Choiseul), San Cristóbal (Makira), Treguada (Ulawa), Tres Marías (Olu Malua), San Juan (Uki Ni Masi), San Urbán (Rennell), Santa Catalina y Santa Ana.
Álvaro de Mendaña intentó preparar una segunda expedición a las Salomón para colonizarlas e impedir que sirvieran de refugio a los piratas ingleses que atacaban a los buques españoles que comerciaban con las Filipinas. Fue el virrey del Perú, García Hurtado de Mendoza, quien autorizó y patrocinó la expedición, aportando los efectivos militares, mientras que el mismo Mendaña convenció a mercaderes y colonos para participar en la empresa. Las naves partieron de El Callao en 1595 y tras descubrir las Islas Marquesas, así nombradas en honor del virrey y marqués de Cañete, y pasar por las Islas Cook y Tuvalu, llegaron a las Islas Santa Cruz, al sur de las Salomón. 
La nave Santa Ysabel se perdió en la isla de Tinakula, sin embargo llegaron a fundar una colonia, llamada Puerto de Santa Cruz, en las Islas de Santa Cruz, en la actual provincia de Temotu. Al poco tiempo, Mendaña enfermó de malaria y los colonos entraron en conflicto con los nativos. El 18 de octubre de 1595 Mendaña murió en la isla de Nendö y se hizo cargo de la colonia su esposa, Isabel de Barreto. Después de estos sucesos, decidieron abandonar las islas y dirigirse a Manila. 
Tras estas expediciones los españoles perdieron el interés por las islas, aunque siguieron visitándolas durante el siglo XVII. Hubo un nuevo intento colonizador en 1606, conducido por Pedro Fernández de Quirós, quien refundó la colonia de Mendaña, pero la abandonó con la intención de descubrir y explorar Australia, en lo cual no tuvo éxito. Las islas fueron visitadas posteriormente por británicos, franceses y holandeses.

### Época colonial
A mediados del siglo XIX se sucedieron las visitas de misioneros europeos a la par que las incursiones de los blackbirders, que recorrían las islas en busca de mano de obra esclava para las plantaciones de Queensland, en Australia, y de las islas Fiyi. El reclutamiento, a menudo brutal y forzoso, provocó por parte de la población autóctona una serie de represalias y masacres que ralentizaron la penetración europea. Los abusos del blackbirding llevaron al Reino Unido a promulgar en 1872 el Pacific Islanders Protection Act, conocido como el Kidnapping Act, que constituyó la base para el establecimiento del protectorado británico sobre la parte austral del archipiélago en 1893, mientras que la parte septentrional quedaba bajo jurisdicción de Alemania.
A modo de testimonio histórico de la ocupación alemana de las islas Salomón, el Káiser Guillermo II mandó utilizar en el año 1899 un punzón circular que se estampó sobre monedas de 5 marcos, pesos filipinos del rey Alfonso XIII y táleros de María Teresa I de Austria. Dicha contramarca contenía una leyenda que hacía referencia al rey: «W.II.KAISER.SLN.» y fecha 1899.
En 1899 en la Convención Tripartita de Samoa, Alemania cedió parte de sus colonias en las islas Salomón al Reino Unido a cambio del reconocimiento de su dominio sobre la parte occidental de las islas Samoa. Las islas de Buka y Bougainville permanecieron sin embargo bajo administración alemana como parte de la Nueva Guinea Alemana, hasta su ocupación por tropas australianas al principio de la Primera Guerra Mundial. La población de Papúa Nueva Guinea y de las Islas Salomón sigue utilizando la palabra alemana Haus en vez de la palabra inglesa «house» como denominación de un edificio importante. La razón es que la población se acostumbró a utilizar varias palabras alemanas en sus idiomas durante el dominio alemán. Incluso hoy día la palabra alemana Haus sigue siendo utilizada en los nombres de varios edificios y restaurantes en Honiara. El edificio del Ministerio del Interior, p. ej., se llama Melanesia Pacific Haus. 
Los intercambios tradicionales entre las sociedades autóctonas de las islas Salomón británicas y alemanas se mantuvieron a pesar de las fronteras coloniales. Bajo el protectorado, los misioneros se instalaron en las islas y convirtieron la mayor parte de la población al cristianismo.
A principios del siglo XX, empresas británicas y australianas empezaron a crear extensivas plantaciones de coco. Pero el crecimiento económico del país era lento y revertía poco en el bienestar de los indígenas.

### Segunda Guerra Mundial
Las tradiciones guerreras de los melanesios persistieron en menor medida bajo el protectorado hasta la invasión japonesa en 1942, durante la Segunda Guerra Mundial. Al iniciarse los combates, la mayor parte de los colonos europeos fueron evacuados a Australia y la actividad de las plantaciones, principal recurso de las islas, cesó por completo. El territorio fue escenario de una batalla sangrienta de seis meses, la Batalla de Guadalcanal, ganada por los estadounidenses en 1943. Sesenta y siete barcos de guerra se hundieron, los japoneses perdieron 31 000 hombres y los estadounidenses 7000. Se desconocen las cifras de nativos muertos. Gracias a su conocimiento del terreno y a su valor, los nativos participaron activamente como coastwatchers (guardacostas) de las redes de inteligencia aliadas, de cuya acción dependió en buena medida el desenlace de la batalla.
Después de la guerra, el gobierno colonial británico fue restaurado. La capital Tulagi, la cual había sido destruida durante la guerra, fue reemplazada por Honiara en la isla de Guadalcanal en donde los estadounidenses habían construido una base militar.

### Independencia
De 1945 a 1950, un movimiento independentista conocido como Maasina Ruru organizó campañas de desobediencia civil y de huelgas en las islas, en particular en la isla de Malaita. Sus dirigentes, entre los cuales se encontraban los fundadores del movimiento Nori Nono'oohimae, Aliki Nono'oohimae y Jonathan Fiifii'i, fueron detenidos y condenados a trabajos forzados en 1948. Los movimientos de resistencia y los desórdenes continuaron hasta que en 1951 los británicos emprendieron negociaciones con los líderes encarcelados (a los que liberaron el mismo año), y acordaron una forma de autogobierno a la que se llamó Malaitan Congress. Se crearon asambleas regionales y un Consejo Gubernativo en 1970. El autogobierno se implantó en 1976 y la independencia se proclamó el 7 de julio de 1978; el nuevo Estado ingresó en la Mancomunidad de Naciones (Commonwealth of Nations). Su régimen político es la monarquía constitucional, y su monarca, Carlos III del Reino Unido.
Las fuertes rivalidades entre los habitantes de las islas Guadalcanal y Malaita desencadenaron una revuelta civil entre 1999 y 2003, en el que se enfrentaron dos milicias: el IMF del lado de la gente de Guadalcanal y la MEF del lado de los malaitianos. El origen del conflicto fue la disputa por el acceso de la tierra y de los recursos en la isla Guadalcanal entre los habitantes originarios y los procedentes de la isla Malaita. En la primera fase del conflicto alrededor de 20.000 malaitanos dejaron sus hogares y se trasladaron a la capital o a la isla de Malaita. El 28 de junio de 1999 se llegó a un acuerdo de paz en Honiara entre ambos bandos, sin embargo un año más tarde volvieron a producirse conflictos, asaltando el parlamente el EMF con la ayuda de varios tanques, quienes consiguieron destituir al primer ministro Bartholomew Ulufa’alu, siendo nombrado como primer ministro Manasseh Sogavare.
El nuevo gobierno creó la Coalición por la Unión Nacional, la Reconciliación y la Paz, que dispuso un programa de acciones con el objetivo de resolver el problema étnico, mejorar la economía del país y realizar una distribución de los beneficios de manera más equitativamente. Sin embargo, la corrupción del gobierno de Sogavare y la ineficacia de sus medidas llevaron a un deterioro de la economía, de la ley y el orden. El conflicto civil paró casi la totalidad de las actividades del país, los operarios públicos sufrieron atrasos en el cobro de los salarios durante meses, y las reuniones del Gobierno tuvieron que hacerse en secreto para impedir la intromisión en ellas de los caudillos militares. Las fuerzas de seguridad fueron incapaces de recobrar el control, en gran medida porque muchos de los miembros de la policía y de otras fuerzas de seguridad pertenecían a uno u otro de los grupos rivales.
En julio de 2003 el gobernador general de las Islas Salomón hizo una petición oficial de ayuda a la comunidad internacional, que después apoyó el Gobierno. Un contingente de seguridad internacional de dos mil doscientos policías y militares, organizado por Australia y Nueva Zelanda y en el que participaron ciudadanos de otras veinte naciones del Pacífico, comenzó a llegar el mes siguiente, en la que se bautizó como Operación Helpem Fren. La aportación australiana se denominó Operación Ánodo.
En abril de 2007, el país se vio afectado por un terremoto, cerca de la isla de Ghizo, de 8.1 grados en la escala de Richter provocó un tsunami que causó el fallecimiento de 112 ciudadanos, así como 6.000 personas se vieron afectadas al quedarse sin hogar.
En 2021, el cambio de rumbo del gobierno nacional en el reconocimiento de Taiwán como país independiente, pasando a reconocer a la República Popular China, provocó una serie de protestas pacíficas, que terminaron convirtiéndose en violentas con el intento de asalto al parlamento con el objetivo de quitar del poner al primer ministro Manasseh Sogavare. Además, se produjeron numerosos incendios intencionados contra negociones chinos en el barrio de Chinatown de Honiara, ante el temor de una intervención mayor de China en el país, quien buscaba construir una base miliar. La escalada de tensión obligó al gobierno salomonense a pedir ayuda a Australia, Nueva Zelanda y Papúa Nueva Guinea, quienes apoyaron con la intervención militar y policial para el mantenimiento de la paz. 

## Gobierno y política
Islas Salomón es una monarquía parlamentaria dentro de la Mancomunidad de Naciones. El rey Carlos III del Reino Unido es también rey de Islas Salomón, el cual es representado por el gobernador general. 
El poder ejecutivo está encargado a un gabinete dirigido por un primer ministro junto al consejo de ministros. El poder legislativo recae tanto en el gobierno como en el Parlamento Nacional que es unicameral y está compuesto por 50 miembros elegidos por sufragio universal en distritos uninominales mayoritarios. Las legislaturas duran un total de 4 años y debido al gran número de partidos concurrentes, resultan frecuentes las coaliciones en el gobierno. Por su parte, el poder judicial es independiente del resto, siendo el presidente del Tribunal Supremo nombrado por el gobernador general a sugerencia del primer ministro y del líder de la Oposición. Para el nombramiento del resto de jueces del Tribunal, el gobernador general se apoya en el consejo de la Comisión Judicial. La más alta instancia de apelación para las Islas Salomón es el Comité Judicial del Consejo Privado, con sede en el Reino Unido.
Algunos de los problemas que tiene el país son la corrupción, el déficit gubernamental, deforestación y control de la malaria.

### Política exterior
El país es muy dependiente de la ayuda externa, siendo uno de los factores principales de la política exterior de las Islas Salomón. En el año 2010, el 39% de la renta nacional bruta provinieron de los fondos de ayuda oficial al desarrollo, siendo la tasa del 13,5% para el año 2020, por lo que se observa una disminución de la dependencia de ayudas del exterior.
El país ha contado con relaciones históricas con Australia, Nueva Zelanda, Papúa Nueva Guinea, Estados Unidos, Japón y la República de China (Taiwán), aunque en los últimos años se ha producido un acercamiento con la República Popular China. En 2022 se alcanzó un acuerdo de seguridad con China que permitirá la colaboración en el mantenimiento del orden público, la protección y la seguridad de las personas, la asistencia humanitaria y la respuesta a desastres naturales. El acercamiento del país a la República Popular de China supuso una serie de manifestaciones y disturbios violentos en el país.

Los países que cuentan con embajadas en Honiara, su capital, son Reino Unido, Australia, Nueva Zelanda, Papúa Nueva Guinea, Japón, Estados Unidos y China, mientras que otros países como España, Corea del Sur, Fiyi o Alemania, entre otros, cuentan con consulados en el país. Por su parte, el país cuenta con embajadas en Camberra, Bruselas, Pekín, La Habana, Puerto Moresby y Yakarta, y con consulados en otras ciudades como Auckland o Seúl.

### Derechos humanos
Las Islas Salomón ingresaron en las Naciones Unidas en 1978. Es parte en cuatro de los nueve tratados fundamentales de derechos humanos: el Pacto Internacional de Derechos Económicos, Sociales y Culturales, la Convención Internacional sobre la Eliminación de todas las Formas de Discriminación Racial, la Convención sobre la eliminación de todas las formas de discriminación contra la mujer y la Convención sobre los Derechos del Niño.
Aunque las Islas Salomón son parte de la CEDAW, los derechos de las mujeres y el acceso a un saneamiento adecuado son limitados. Las mujeres no reciben el mismo trato que los hombres, como ha podido comprobar Amnistía Internacional, que ha sido testigo de cómo 100 mujeres jóvenes y niñas, así como dos ancianos, recogían agua de una tubería rota. Cuando se les preguntó por qué no había hombres recogiendo el agua, respondieron que los hombres estaban borrachos o haciendo deporte. Lo mismo ocurrió en otra barriada, donde los hombres también estaban drogados.
La falta de un suministro adecuado de agua ha provocado un aumento de la violencia contra las mujeres, que tienen que caminar más y más a menudo para conseguir agua o ir al baño, bañarse u obtener agua potable. Este es un problema especialmente en los barrios marginales de Honiara, donde los hombres atacan a las mujeres física o sexualmente haciendo que tengan miedo de utilizar los aseos comunales por la noche. Las violaciones y otros abusos no suelen denunciarse a la policía porque las mujeres y las niñas temen las represalias de sus agresores. El gobierno ha reconocido la continua violencia contra las mujeres y en 2010 aprobó una política nacional para eliminar la violencia contra las mujeres. Este fue el resultado de la presión ejercida por grupos de mujeres.
En 2011 se fundó el Movimiento de Acción por los Derechos de la Mujer, que se basó en el cabildeo de los años anteriores. Su objetivo es desafiar al gobierno de las Islas Salomón en cuestiones de derechos de la mujer, así como permitir que las mujeres formen parte de los procesos de toma de decisiones políticas.
La falta del derecho de las mujeres a la intimidad en las Islas Salomón es más frecuente en los barrios de chabolas, con instalaciones compartidas para bañarse, lavarse y asearse. Hay informes de que no pueden lavarse adecuadamente y de que son espiadas o silbadas. La falta de intimidad es degradante y vergonzosa.

Cuando se planteó a los funcionarios del gobierno la cuestión de la falta de viviendas e instalaciones, especialmente en los barrios marginales, explicaron que era culpa de la gente y no del gobierno. Los asentamientos chabolistas se encuentran en su mayoría en terrenos del Ayuntamiento de Honiara, de los que es responsable el Ministerio de Territorio, Vivienda y Topografía. Este problema de negligencia estatal no se ha resuelto.
El 17 de noviembre de 2020, el país anunció que prohibiría Facebook, convirtiéndose en el quinto país del mundo en hacerlo. Citaron como principales razones el lenguaje abusivo, incluso contra funcionarios del gobierno, y la necesidad de «proteger a la juventud».
Las personas lesbianas, gais, bisexuales y transexuales (LGBT) de las Islas Salomón se enfrentan a problemas legales que no tienen los residentes no LGBT. Las relaciones sexuales entre hombres del mismo sexo son ilegales y se castigan con penas de hasta 14 años de prisión, pero la ley no se hace cumplir.Las relaciones sexuales entre personas del mismo sexo son ilegales desde su penalización en la década de 1880.
Practicar sexo anal u oral con otra persona, ya sea heterosexual u homosexual, está penado con hasta 14 años de prisión en virtud del artículo 160, capítulo 26 del Código Penal de las Islas Salomón. La tentativa de sexo anal u oral puede castigarse con hasta siete años de prisión. Los actos de «indecencia grave», incluso en privado, pueden castigarse con cinco años de prisión. Sin embargo, el Departamento de Estado de Estados Unidos informó de que en 2010, 2011,  2012, o 2013 no hubo informes de detenciones o procesamientos dirigidos a personas LGBT.
En diciembre de 2008, la Comisión de Reforma Legislativa propuso legalizar la actividad sexual de gais y lesbianas, pero la medida suscitó una fuerte oposición. En 2011, el gobierno declaró ante las Naciones Unidas que no tenía intención de despenalizar la homosexualidad.
En materia de derechos humanos, respecto a la pertenencia a los siete organismos de la Carta Internacional de Derechos Humanos, que incluyen al Comité de Derechos Humanos (HRC), Islas Salomón ha firmado o ratificado:
| Islas Salomón | Tratados internacionales | Tratados internacionales    | Tratados internacionales  | Tratados internacionales  | Tratados internacionales  | Tratados internacionales | Tratados internacionales  | Tratados internacionales | Tratados internacionales | Tratados internacionales  | Tratados internacionales  | Tratados internacionales | Tratados internacionales    | Tratados internacionales    | Tratados internacionales | Tratados internacionales  | Tratados internacionales    | Tratados internacionales    |
| --- | ------------------------ | --------------------------- | ------------------------- | ------------------------- | ------------------------- | ------------------------ | ------------------------- | ------------------------ | ------------------------ | ------------------------- | ------------------------- | ------------------------ | --------------------------- | --------------------------- | ------------------------ | ------------------------- | --------------------------- | --------------------------- |
| Islas Salomón | CESCR                    | CESCR                       | CCPR                      | CCPR                      | CCPR                      | CERD                     | CED                       | CEDAW                    | CEDAW                    | CAT                       | CAT                       | CRC                      | CRC                         | CRC                         | CRC                      | MWC                       | CRPD                        | CRPD                        |
| Islas Salomón | CESCR                    | CESCR-OP                    | CCPR                      | CCPR-OP1                  | CCPR-OP2-DP               | CERD                     | CED                       | CEDAW                    | CEDAW-OP                 | CAT                       | CAT-OP                    | CRC                      | CRC-OP-AC                   | CRC-OP-SC                   | CRC-OP-CP                | MWC                       | CRPD                        | CRPD-OP                     |
| Pertenencia | Firmado y ratificado.    | Firmado pero no ratificado. | Ni firmado ni ratificado. | Ni firmado ni ratificado. | Ni firmado ni ratificado. | Firmado y ratificado.    | Ni firmado ni ratificado. | Firmado y ratificado.    | Firmado y ratificado.    | Ni firmado ni ratificado. | Ni firmado ni ratificado. | Firmado y ratificado.    | Firmado pero no ratificado. | Firmado pero no ratificado. | Sin información.         | Ni firmado ni ratificado. | Firmado pero no ratificado. | Firmado pero no ratificado. |
| Firmado y ratificado, firmado, pero no ratificado, ni firmado ni ratificado, sin información, ha accedido a firmar y ratificar el órgano en cuestión, pero también reconoce la competencia de recibir y procesar comunicaciones individuales por parte de los órganos competentes. |                          |                             |                           |                           |                           |                          |                           |                          |                          |                           |                           |                          |                             |                             |                          |                           |                             |                             |

### Defensa
Aunque la Fuerza de Defensa del Protectorado Británico de las Islas Salomón (British Solomon Islands Protectorate Defence Force), reclutada localmente, formó parte de las fuerzas aliadas que participaron en los combates en las Salomón durante la Segunda Guerra Mundial, el país no ha tenido fuerzas militares regulares desde la independencia. Los diversos elementos paramilitares de la Real Fuerza de Policía de las Islas Salomón (Royal Solomon Islands Police Force o RSIPF) fueron disueltos y desarmados en 2003 tras la intervención de la Misión Regional de Asistencia a las Islas Salomón (Regional Assistance Mission to Solomon Islands o RAMSI). La RAMSI contaba con un pequeño destacamento militar dirigido por un comandante australiano con responsabilidades de asistencia al elemento policial de la RAMSI en materia de seguridad interna y externa. La RSIPF sigue operando dos patrulleras de la clase Pacífico (RSIPV Auki y RSIPV Lata), que constituyen la armada de facto de las Islas Salomón.
A largo plazo, se prevé que la RSIPF retome el papel de defensa del país. El cuerpo de policía está dirigido por un comisario, nombrado por el gobernador general y responsable ante el ministro de Policía, Seguridad Nacional y Servicios Penitenciarios.
El presupuesto policial de las Islas Salomón se ha visto mermado por una guerra civil de cuatro años. Tras el paso del ciclón Zoe por las islas de Tikopia y Anuta en diciembre de 2002, Australia tuvo que proporcionar al gobierno de las Islas Salomón 200.000 dólares australianos (50.000 dólares australianos) en combustible y suministros para que la patrullera Lata navegara con suministros de socorro. (Parte del trabajo de RAMSI incluye ayudar al gobierno de las Islas Salomón a estabilizar su presupuesto).

## Organización territorial
Las Islas Salomón se dividen en 9 provincias, dirigidas por asambleas provinciales y un territorio capital, dirigido por el ayuntamiento de Honiara. Tienen funciones de gobierno local.
| # | Provincia                | Capital      |
| - | ------------------------ | ------------ |
| 1 | Provincia Central        | Tulagi       |
| 2 | Choiseul                 | Isla de Taro |
| 3 | Guadalcanal              | Honiara      |
| 4 | Isabel                   | Buala        |
| 5 | Makira-Ulawa             | Kirakira     |
| 6 | Malaita                  | Auki         |
| 7 | Rennell y Bellona        | Tigoa        |
| 8 | Temotu                   | Lata         |
| 9 | Provincia Occidental     | Gizo         |
| – | Territorio de la Capital | Honiara      |

La provincia de Temotu, situada en las islas Santa Cruz, así como Rennell y Bellona, son las únicas provincias que no pertenecen al archipiélago de las islas Salomón.

## Geografía
Las islas Salomón es un país insular situado en la región melanesia compuesto por más de 900 islas, que se dividen en dos archipiélagos principales: el archipiélago de las Salomón y el archipiélago de Santa Cruz. El primero de los archipiélagos es compartido con el estado de Papúa Nueva Guinea. Las islas principales del país son Choiseul (3.294 km²), las islas Nueva Georgia (2 037 km²), Santa Isabel ( 2.999 km²), las islas de Russel, las islas Florida, Malaita (4 307 km²), Guadalcanal (5336 km²), Sikaiana, Maramasike (480,5 km²), Ulawa, Uki, San Cristóbal (3190 km²), Santa Ana, Rennell y Bellona y las islas Santa Cruz (747 km²). Las islas son de roca volcánica principalmente, aunque otras son de origen coralino.  Las Islas Salomón limitan al oeste por el Mar de Salomón con Papúa Nueva Guinea, al sur se encuentra el Mar de Coral, y el resto del archipiélago queda bañado por el Océano Pacífico.
El archipiélago en su conjunto tiene una superficie de 28 450 km², que para efectos comparativos es similar a la de Albania. La distancia entre las islas más occidentales y las más orientales es de cerca de 1500 kilómetros, teniendo en cuenta que las islas Santa Cruz se encuentran a más de 200 kilómetros de las otras islas del país, al norte de las islas Vanuatu. 
Los volcanes, de grados variables de actividad, están situados en algunas de las islas más grandes, mientras que varias de las islas más pequeñas son simplemente atolones minúsculos cubiertos de arena y cocoteros. Las islas son el resultado del proceso de subducción de la placa tectónica australiana bajo la placa del Pacífico, por lo que la zona es un área tectónica con numerosos volcanes y habituales terremotos. Las mismas están compuestas principalmente por colinas boscosas que en pocas ocasiones sobrepasan los 1000 metros de alturas. Las montañas más altas del país son el monte Makarakomburu y Popomanaseu, situados en la isla de Guadalcanal y con una altura cercana a los 2500 metros.
Los ríos de las Islas Salomón se caracterizan por su escasa longitud y su elevada pendiente, debido al pequeño tamaño de las islas. Entre los principales ríos se encuentran el Lunga, el río Matanikau y el río Tenaru, todos ellos en la Isla de Guadalcanal. En la isla Rennell se encuentra el lago más grande de todo el país, el Lago Tegano. 

### Clima
Por su cercanía con el Ecuador, el clima del país es ecuatorial, con temperaturas altas (cálido), humedad y abundante lluvia durante todo el año. Las temperaturas se mantienen estables durante todo el año, con unas máximas entre 30 y 31 grados y unas mínimas rondando los 22.º De noviembre a abril predominan los vientos húmedos del noreste, mientras que de mayo a octubre el país se ve afectado por vientos del sureste que son más frescos y secos.

Las precipitaciones son abundantes, alcanzando los 3000 a 3500 mm anuales en las islas llanas, que se distribuyen durante todo el año, aunque con un pico de mayor precipitación entre enero y marzo. Las islas más montañosas se ven afectadas por las altitudes de sus picos, que protegen a ciertas zonas del viento y la lluvia. Por ejemplo, en la capital Honiara, situada en el norte de la isla de Guadalcanal, está condicionada por el monte Popomanaseu, que protege la vertiente septentrional de los vientos del sudeste durante la estación más seca. Las islas del sudeste se ven más expuestas a los ciclones tropicales del Pacífico Sur, que las del noroeste. 

### Riesgos naturales
Islas Salomón se encuentra en el llamado cinturón de fuego del Pacífico, por lo que son habituales en el país fenómenos como los terremotos, los tsunamis o la actividad volcánica.
Los terremotos son habituales debido a que el país se encuentra en la zona de contacto entre la placa australiana y la placa del Pacífico, siendo un punto de falla convergente o destructiva. En los últimos años se han producido numerosos terremotos en el país, que han causado cuantiosos daños materiales y ha provocado la muerte de ciudadanos, especialmente porque en ocasiones se producen maremotos debido a que el epicentro del mismo se encuentra en el mar. Uno de los terremotos más dañino fue el ocurrido el 2 de abril de 2007, con una magnitud de 8.1 grados en la escala de Richter y que causó un tsunami que causó 112 muertes y dejó a varios miles de personas sin hogar. En 2010, un terremoto cerca de la isla de Rendova de 7,2 grados en la escala de Richter provocó un tsunami que dejó a más de 200 familias sin hogar. En 2013, de nuevo un sismo de 8 grados provocó un tsunami en las Islas de Santa Cruz. Se estima que desde 1897, en las Islas Salomón han muerto un total de 123 personas a causa de 20 tsunamis. En comparación con otros países, los tsunamis se producen con más frecuencia que la media.
En el país también hay actividad volcánica, como las del Kavachi, un volcán submarino que es uno de los más activos del suroeste del Pacífico.
Otros de los riesgos naturales a los que se enfrentan las Islas Salomón es al aumento del nivel del agua de los océanos como consecuencia del calentamiento global, lo que está provocando la desaparición de numerosos atolones e islotes. Se estima que en el país el nivel del agua sube 7mm cada año, lo que ha llevado a la desaparición de algunas islas de baja altitud. Además el aumento del nivel del mar provoca una mayor erosión en las costas.

### Geología
Geográficamente, las Islas Salomón tienen dos componentes: una doble cadena de islas en el noroeste que se extiende desde las Islas Shortland hasta Makira, con una brecha de islas subaéreas hacia el este desde Makira hasta el grupo de islas Santa Cruz. La mayor parte de las Islas Salomón se encuentran dentro de la doble cadena de islas, y las Islas Santa Cruz representan una continuación septentrional del arco insular de Vanuatu. Las Islas Salomón comprenden un collage de terranos geológicos de diferente edad y origen. El período geológico representado en los terranos de las Salomón abarca desde el Cretácico hasta nuestros días (c. 125 Ma). 
Las islas contienen elementos de corteza oceánica primitiva, arcos insulares de distintas edades, atolones de coral y mesetas oceánicas obductadas. La región es una zona tectónica activa que presenta subducción, obducción, hundimiento de cuencas, sismicidad y vulcanismo. Existe una fuerte veta estructural paralela a la doble cadena principal y con un gran ángulo oblicuo a esta tendencia. Este grano estructural controla fuertemente una serie de fenómenos geológicos, incluidas las cuencas submarinas de forma romboédrica entre la doble cadena de islas. Los georrecursos incluyen metales preciosos e industriales (cobre, oro, aluminio, níquel), energía geotérmica y un potencial de hidrocarburos y microdiamantes.
Las Islas Salomón están situadas en la compleja arquitectura tectónica del Pacífico Sudoccidental. Las dos placas más grandes son, con diferencia, la del Pacífico y la australiana. Las islas meridionales marcan el límite subaéreo entre las placas del Pacífico y Australiana. Inmediatamente al sur de las islas de Nueva Georgia, Guadalcanal, Makira y Santa Cruz, hay una fosa submarina que marca la subducción de la placa australiana, hacia el noreste, bajo la placa del Pacífico. 
Las partes más profundas de la fosa son la de Nueva Bretaña, al NO, y la de San Cristóbal, al SE. La cuenca de Woodlark contiene un centro de extensión activo, que comenzó a extenderse a partir de c. 5 Ma, las Islas Salomón contienen un ejemplo de triple contacto tectónico marginal, cerca de la isla de Simbo, donde confluyen tres límites tectónicos (llamado Triple Junction). Al norte de la  cadena de las Islas Salomón, denominada fosa de Vitiaz. Ésta marca el antiguo lugar de subducción de la placa del Pacífico, en dirección suroeste, bajo la placa australiana. 
La subducción dirigida hacia el sur cesó en su mayor parte a partir de 12-6 Ma debido a la colisión entre la meseta de Ontong Java, de unos 30-40 km de espesor, y la antigua terrana del arco de Salomón. La mayor meseta oceánica del mundo, la Meseta de Ontong Java (OJP), tiene una superficie cercana a la de Alaska y se formó a partir de las voluminosas erupciones de lavas basálticas gruesas y extensas, a 125-120 Ma y 90 Ma. El OJP se formó cuando una pluma profunda del manto emergió a la superficie, principalmente bajo el océano.
El OJP puede compararse con un continente de fondo oceánico, con espesores de corteza significativamente y mayores elevaciones topográficas en comparación con la corteza oceánica normal. La sismicidad es común a lo largo de las fosas salomónicas meridionales, con terremotos muy profundos (c. 700 km) que se extienden hacia abajo desde la fosa de San Cristóbal, pero con menos frecuencia a lo largo de la fosa de Vitiaz.
A lo largo de la fosa de Vitiaz. El vulcanismo fue muy activo en el Mioceno-Plioceno. En la actualidad hay cuatro volcanes activos: Simbo, Kavachi (un volcán submarino poco profundo, excepto cuando entra en erupción activa), Savo y Tinakula (islas San Cristóbal), y numerosos volcanes submarinos activos.
El basamento cretácico más antiguo de las Islas Salomón comprende dos tipos de basalto y gabro. Los basaltos y gabros N-MORB, típicos del material normal del fondo oceánico, están presentes en el basamento de Choiseul y Guadalcanal. Los basaltos y gabros que se originan omo material de la meseta oceánica relacionado con la pluma están presentes en las islas de Malaita, Ulawa, Santa Isabel y probablemente Makira. En aguas profundas Las rocas sedimentarias de aguas profundas, como los cherts, las calizas y fangolitas marinas profundas y las turbiditas distales, recubren los basaltos. Más jóvenes
Intrusiones ultramáficas de alnöita, datadas en 34 Ma, cortan el basamento malacitano. La presencia de una zona de subducción activa en los márgenes meridionales de Guadalcanal y Makira eleva las islas, con la mayor parte de la elevación en la parte sur de las islas, lo que resulta en la exposición más profunda de las rocas del basamento más antiguas. Las rocas del basamento están metamorfoseadas y deformadas. Las rocas de Malaita y Santa Isabel han sido empujadas hacia el SO, sobre el arco de Salomón, y muestran pliegues asimétricos que indican vergencia SO. Una secuencia de arco del Eoceno-Mioceno entró en erupción e intruyó el basamento cretácico. 
Estas secuencias de arco están expuestas en islas como Guadalcanal, Choiseul, las islas Shortland, las islas Florida y el sur de Santa Isabel, y comprenden basaltos, andesitas, riodacitas, dioritas, granitos y rocas volcano-sedimentarias/sedimentarias. Las secuencias de arco más antiguas están vinculadas a la subducción dirigida hacia el SO de la placa del Pacífico bajo la placa australiana. Cuando la subducción se invirtió, se formó un arco que abarca desde el Mioceno superior hasta la actualidad, dando lugar a las islas del Grupo de Nueva Georgia, Ranonga, Savo, Simbo y al vulcanismo de Guadalcanal (especialmente al oeste de Guadalcanal), Choiseul (zona del monte Maetambe), las islas Shortland y Makira.
Las rocas volcánicas abarcan todo el espectro de composiciones, desde el basalto hasta la riolita, y contienen algunas rocas de química bastante inusual como los basaltos con alto contenido en magnesio de Nueva Georgia y las dacitas con alto contenido en sodio de Savo (Smith et al., 2008). Hay rocas intrusivas y extrusivas están presentes. Junto a las lavas, las rocas de flujo piroclástico, dominadas por flujos de bloques y cenizas, están presentes en lugares como el oeste de Guadalcanal y Savo. Las regiones geotérmicas solfatáricas activas están bien expuestas en Vella Lavella (Paraso), Guadalcanal Oeste y en Savo 
Las cuencas romboédricas submarinas en subsidencia, presentes entre la doble cadena de islas (a veces denominadas «La Ranura»), han dado cabida a altas tasas de sedimentación, con hasta 7 km de material sedimentario del Eoceno-Recente presente en algunas cuencas, compuesto en gran parte por material erosionado del arco y de la meseta oceánica. Entre los ejemplos de atolones calcáreos bajos y elevados se encuentran Rennell, Bellona y Ontong Java.

### Ecología
El archipiélago de las Islas Salomón forma parte de dos ecorregiones terrestres distintas. La mayoría de las islas forman parte de la ecorregión de los bosques pluviales de las Islas Salomón, que también incluye las islas de Bougainville y Buka; estos bosques han sufrido la presión de las actividades forestales. Las islas Santa Cruz forman parte de la ecorregión de bosques pluviales de Vanuatu, junto con el archipiélago vecino de Vanuatu. El país obtuvo en 2019 una puntuación media del Índice de Integridad del Paisaje Forestal de 7,19/10, lo que lo sitúa en el puesto 48 de 172 países.La calidad del suelo varía desde el volcánico extremadamente rico (hay volcanes con distintos grados de actividad en algunas de las islas más grandes) hasta el calcáreo relativamente infértil. Más de 230 variedades de orquídeas y otras flores tropicales alegran el paisaje. Los mamíferos son escasos en las islas; los únicos terrestres son murciélagos y pequeños roedores. Sin embargo, abundan las aves y los reptiles.
Las islas contienen varios volcanes activos e inactivos. Los volcanes Tinakula y Kavachi son los más activos.
En la parte sur de la isla de Vangunu, los bosques que rodean la pequeña comunidad de Zaira son únicos y proporcionan hábitat a al menos tres especies vulnerables de animales. Los 200 habitantes de la zona han intentado que los bosques sean declarados zona protegida, para que la tala y la minería no perturben ni contaminen los bosques y la costa.
El estudio de referencia sobre la biodiversidad marina de las Islas Salomón, realizado en 2004, descubrió 474 especies de corales en las Salomón, así como nueve especies que podrían ser nuevas para la ciencia. Se trata de la segunda mayor diversidad de corales del mundo, sólo superada por la de las islas Raja Ampat, al este de Indonesia.

### Agua
La escasez de fuentes de agua dulce y la falta de saneamiento han sido un reto constante al que se han enfrentado las Islas Salomón. Reducir a la mitad el número de personas que viven sin acceso a agua dulce y saneamiento fue uno de los Objetivos de Desarrollo del Milenio (ODM) de 2015 implementados por las Naciones Unidas a través del Objetivo 7, para garantizar la sostenibilidad del medio ambiente. Aunque las islas suelen tener acceso a fuentes de agua dulce, normalmente solo está disponible en Honiara, la capital del estado, y no está garantizada durante todo el año. Según un informe de UNICEF, las comunidades más pobres de la capital no tienen acceso a lugares adecuados para aliviar sus desechos, y se estima que el 70% de las escuelas de las Islas Salomón no tienen acceso a agua potable y limpia para beber, lavarse y aliviar los desechos.
La falta de agua potable en los niños en edad escolar provoca un alto riesgo de contraer enfermedades mortales como el cólera y la fiebre tifoidea. El número de habitantes de las Islas Salomón que viven con agua potable canalizada ha ido disminuyendo desde 2011, mientras que los que viven con agua no canalizada aumentó entre 2000 y 2010. Sin embargo, una mejora es que los que viven con agua no entubada ha ido disminuyendo constantemente desde 2011.
Además, el Segundo Programa de Desarrollo Rural de las Islas Salomón, promulgado en 2014 y activo hasta 2020, ha estado trabajando para ofrecer infraestructuras competentes y otros servicios vitales a las zonas rurales y pueblos de las Islas Salomón, que son los que más sufren la falta de agua potable y saneamiento adecuado. Mediante la mejora de las infraestructuras, los servicios y los recursos, el programa también ha animado a los agricultores y a otros sectores agrícolas, a través de esfuerzos impulsados por la comunidad, a conectarlos con el mercado, promoviendo así el crecimiento económico. 
Aldeas rurales como Bolava, situada en la provincia occidental de las Islas Salomón, se han beneficiado enormemente del programa, con la puesta en marcha de depósitos de agua y sistemas de captación y almacenamiento de agua de lluvia. La mejora de las infraestructuras no sólo ha mejorado la calidad de vida en las Islas Salomón, sino que los servicios también son gestionados y desarrollados por la comunidad, creando así un sentimiento de orgullo comunitario y de logro entre quienes antes vivían en condiciones peligrosas. El programa está financiado por diversos actores internacionales del desarrollo, como el Banco Mundial, la Unión Europea, el Fondo Internacional de Desarrollo Agrícola (FIDA) y los gobiernos de Australia y las Islas Salomón.

## Economía
La mayoría de la población depende de la agricultura de subsistencia, la pesca, y la silvicultura para por lo menos parte de su sustento. La mayoría de los productos manufacturados y el petróleo se deben importar. Las islas son ricas en materias primas minerales tales como plomo, zinc, níquel, y oro. Los problemas económicos en el Sudeste Asiático llevaron a una disminución brusca de la industria maderera, y la producción económica disminuyó cerca de un 10 % en 1998. El Gobierno instituyó reducciones de salario en el servicio público y en otros sectores. La economía se recuperó parcialmente en 1999, gracias a la subida de los precios del oro en el mercado mundial y el primer año completo de explotación de la mina Gold Ridge. Sin embargo, a mediados de año, el cierre de la mayor plantación de aceite de palma del país lanzó una sombra sobre las perspectivas de futuro. La desastrosa situación política no facilita el crecimiento económico.
Para el año 2021, la estructura del PIB se compone del 34,1% por la agricultura, 17,2% por la industria y el 48,6% por el sector servicios, siendo el PIB de 1,63 billones de dólares estadounidenses.El país cuenta con un PIB per cápita de 2.141 €. Cuenta con una deuda de 200 millones de euros, representando un 15,36% del PIB y siendo su deuda per cápita de 283€, una de las más bajas del mundo. En 2021 el déficit público en Islas Salomón alcanzó el 3,61% del PIB.
Las importaciones son superiores a las exportaciones, siendo los principales clientes del país la República Popular China, a donde se destinan el 64,4% de las exportaciones, Italia con el 9,9% y Países Bajos con el 4,2%, exportándose principalmente madera, pescado, aceite de palma y minerales. Por su parte, las importaciones proceden en un 30,2% de China, 14,6% de Australia, 9,5% de Corea del Sur y 6,4 de Taiwán, siendo la maquinaria y material de transporte, los alimentos y animales vivos, los combustibles minerales y las manufacturas básicas los principales productos importados.
En el país se produce una economía de subsistencia. Muchas familias cultivan taro (2017: 45 901 toneladas), arroz (2017: 2789 toneladas), ñame (2017: 44 940 toneladas) y bananas (2017: 313 toneladas) para su propio consumo y para la venta en los mercados locales. Además se cultiva tabaco (2017: 118 toneladas) y condimentos (2017: 217 toneladas) para satisfacer la demanda local.

### Turismo
El turismo, sobre todo el submarinismo, podría convertirse en una importante industria de servicios para las Islas Salomón. El crecimiento del turismo, sin embargo, se ve obstaculizado por la falta de infraestructuras y las limitaciones del transporte. En 2017, las Islas Salomón recibieron 26.000 turistas, lo que convierte al país en uno de los menos visitados del mundo.
El Gobierno de las Islas Salomón esperaba aumentar el número de turistas hasta 30.000 a finales de 2019 y hasta 60.000 turistas al año a finales de 2025. En 2019 las Islas Salomón fueron visitadas por 28.900 turistas y en 2020 por 4.400.
El turismo en las Islas Salomón se encuentra todavía en una fase embrionaria; no cabe duda de que las Islas Salomón tienen un importante potencial turístico dada la diversidad y singularidad de sus recursos naturales, históricos y culturales. Es evidente que el sector no se ha desarrollado de una manera que le haya permitido maximizar el potencial existente y, por lo tanto, ofrecer toda la gama de beneficios potenciales para la población de las Islas Salomón.
El turismo es una industria con muchos aspectos, que incluyen el transporte aéreo, terrestre y marítimo, el alojamiento, las excursiones y la artesanía, así como los sectores primario y de servicios, que tanto apoyan al sector como se benefician de él. El turismo es un sector que potencialmente tiene fuertes eslabonamientos hacia atrás y hacia delante, que apoyan la viabilidad de los sectores primarios y de servicios asociados, que son proveedores de bienes y servicios del sector.
El sector del buceo ha sido tradicionalmente el principal segmento de mercado para las Islas Salomón. El país ofrece lugares de buceo de primera categoría, tanto a bordo de embarcaciones como en tierra, con abundantes pecios de la Segunda Guerra Mundial y estructuras de arrecife. Las principales zonas de buceo se hallan en la provincia Occidental, en los alrededores de Gizo, Munda, Marovo Oriental y Occidental, así como en la provincia de Marovo Occidental.
Marovo Oriental y Occidental, así como alrededor de Honiara, las islas Florida y Iron Bottom Sound.
Los buceadores que visitan las Islas Salomón suelen tener experiencia y un nivel de renta relativamente alto. Las estimaciones actuales del mercado internacional de buceo de las Islas Salomón se sitúan entre 1000 y 2000 al año, y los principales mercados se reparten entre Australia y Estados Unidos.  El mercado parece haber disminuido, sobre todo en 2014, debido a la reducción de la conectividad aérea con Estados Unidos, pero también al aumento de la competencia en la región.
Los campos de batalla de la Segunda Guerra Mundial forman una parte importante de la historia de las Islas Salomón y el patrimonio de la Segunda Guerra Mundial constituye un componente importante del producto turístico de las Islas Salomón. El patrimonio de la Segunda Guerra Mundial es un pequeño mercado independiente de interés especial, centrado en los familiares de los veteranos de la Segunda Guerra Mundial y los historiadores de Estados Unidos, Australia y Japón, pero que también atrae a un mercado más amplio interesado en la historia reciente.
El patrimonio de la Segunda Guerra Mundial también constituye un punto clave de diferenciación para otros mercados como el submarinismo, el surf y aquellos que buscan experiencias fuera de los circuitos habituales. El producto de la Segunda Guerra Mundial en las Islas Salomón tiene potencial para ser más fuerte que en Papúa Nueva Guinea o Vanuatu debido a la importancia histórica de los combates, el elevado número de lugares y equipos y la amplia cobertura geográfica en todo el país. 
Hay muchos emplazamientos en Honiara y Guadalcanal, como el monumento conmemorativo de la guerra estadounidense, la Delgada Línea Roja y Bloody Ridge. Iron Bottom Sound, Tulagi y la provincia Occidental también contienen importantes yacimientos de la Segunda Guerra Mundial. Sin embargo, la mayoría de los yacimientos están mal presentados, mal mantenidos y, en muchos casos, cuentan con información y documentación limitadas. A diferencia de Papúa Nueva Guinea (Kokoda Track) o Vanuatu (SS President Coolidge), no ha habido ningún esfuerzo concertado para apoyar el desarrollo de un lugar emblemático de la Segunda Guerra Mundial en una atracción turística importante; el desarrollo de un icono de la Segunda Guerra Mundial en las Salomón aumentaría el atractivo del destino para este nicho de mercado.
El surf representa un mercado pequeño pero con potencial de crecimiento para las Islas Salomón. El surf es estacional y actualmente se centra en Papatura en Isabel, así como en Gizo y Munda, aunque también se practica en las Floridas, Malaita y Makira (también conocida como San Cristóbal) .
En las Islas Salomón no existe una Asociación Nacional de la Industria del Surf ni eventos de surf. El principal mercado potencial para el surf es Australia.
Las Islas Salomón cuentan con una buena pesca deportiva y de agua dulce/estuario; los operadores pesqueros se encuentran en Guadalcanal, así como en Gizo, Munda, Marovo y la provincia de Isabel.
El principal mercado potencial es Australia, aunque existen oportunidades para atraer a pescadores especializados de EE. UU. y Europa. El mercado pesquero australiano es grande, con unos 3,56 millones de pescadores; aproximadamente 38.000 australianos participaron en actividades pesqueras en sus últimas vacaciones en el extranjero.

## Demografía
De acuerdo con las cifras estimadas para el año 2023, la población de las Islas Salomón alcanzó las 707.851 personas, lo que lo convierte en uno de los estados menos poblados del mundo. La densidad de población es de 24,5 habitantes por kilómetro cuadrado. El 48,9% de la población es femenina y el 51,1% es masculina. El país cuenta con una población joven, puesto que el 39,34% de la misma tiene menos de 16 años, el 57,21% tiene entre 16 y 64 años y el 3,46% de la población tiene más de 65 años. El porcentaje de población mayor de 80 años es de tan solo el 0,49% de la población.
La esperanza de vida se sitúa en los 70,35 años, siendo para las mujeres de 71,96 y para los hombres de 68,93 años. La tasa de natalidad en el país, que mide el número de nacimientos por cada mil habitantes, fue en 2021 del 29,79‰, mientras que el índice de Fecundidad, el número medio de hijos por mujer, fue de 3,98. La tasa de mortalidad en el país es baja, del 5,03‰, y se encuentra en continuo descenso.
Según las cifras de 2009, la población mayoritaria es de etnia melanesia (95,3 %). Existen también comunidades de etnia polinesia (3,1 %) y micronesia (1,2 %). El país contaba en 2020 con un 0,35% de población inmigrante (unas 2.520 personas), siendo el 56,15% población inmigrante masculina y el 43,48% de población inmigrante femenina. La población inmigrante se encuentra en continuo retroceso, siendo las nacionalidades más representadas los procedentes de Papúa Nueva Guinea (21,79% de la población inmigrante), Australia (10,75%) y Kiribati (10,24%).
Los habitantes del país viven mayoritariamente en zonas rurales, y solo el 22,3 % habita en áreas urbanas,siendo la ciudad más importante la capital Honiara, con 92 344 habitantes (2019). La isla de Guadalcanal es la más habitada con 166.832 personas, seguida de la isla de Malaita con 163.085 habitantes. El 60% de la población vive en localidades de menos de 200 personas. 

### Idiomas
La lengua oficial es el inglés, que es la lengua de 10 000 personas en las islas, y es utilizada como segundo idioma por 165 000. La lengua franca es el pijin (Solomons Pidgin o Neo-Solomonic en inglés), un pidgin hablado por 307 000 salomonenses y relacionado con el tok pisin de Nueva Guinea y el bislama de Vanuatu. Existen además 75 idiomas locales de los que 4 son lenguas extintas y 8 al borde de la extinción. En el pijin hay aún algunas palabras alemanas, ya que una parte del archipiélago de las Islas Salomón era una colonia alemana hasta 1899 y la población se acostumbró a utilizar varias palabras alemanas en sus idiomas. Por ejemplo se sigue utilizando la palabra alemana Haus en vez de la palabra inglesa «house» como denominación de un edificio importante. La palabra alemana Haus ocurre en los nombres de varios edificios y restaurantes en Honiara. El edificio del Ministerio del Interior, p. ej., se llama Melanesia Pacific Haus. El Noodle Haus («Casa de las Pastas») es un restaurante conocido en Honiara, y al lado de la Catedral de San Barnabé se halla el Melanesia Haus que es un centro cultural.

### Educación
En el año 2021 el 23,4 % de la población salomonense era analfabeta. Aunque la educación primaria sea gratuita, como no es obligatoria solo el 60 % de los niños asisten a clase. En cuanto a la educación secundaria, al no ser gratuita, el coste de las matrículas, de los uniformes, del transporte y de los libros de texto dificulta la asistencia de los escolares de origen humilde. Las infraestructuras educativas han sufrido destrozos mayores durante los disturbios civiles de los años 1998-2003 y el tsunami de 2007, y a pesar de que se emprendieron obras de reconstrucción en todo el país, el sistema educativo todavía no consigue alcanzar a toda la población. Muchos centros de enseñanza tienen instalaciones deficientes y no hay libros de texto ni material escolar suficiente. La mitad del personal docente de primaria no es cualificado y menos de la mitad de las escuelas tienen agua potable.
En 2005, el país contaba 537 escuelas primarias. Para la educación secundaria, contaba con 10 centros estatales, 15 provinciales y 111 municipales. Las escuelas primarias y secundarias operadas por entidades religiosas representan una parte importante del sistema educativo y muchas están subvencionadas por el Estado. Existe un organismo estatal encargado de la formación profesional de grado superior (una vez finalizada la enseñanza secundaria), el Solomon Islands College of Higher Education (SICHE), con 3 campus en Honiara, uno en Malaita y otro en la provincia Occidental. Este tipo de formación es también dispensada por centros dependientes de los municipios, organizaciones religiosas y ONG.
Las Islas Salomón cuentan con dos universidades, la Universidad del Pacífico Sur (University of the South Pacific - USP), con sede en Fiyi, y la Universidad de Papúa Nueva Guinea (University of Papua New Guinea - UPNG), con sede en Port Moresby. Ambas tienen un campus regional en Honiara, y la UPNG dispone además de cuatro centros provinciales.
El gasto en educación aumenta continuamente. Mientras que en 2020, Islas Salomón dedicó el 31,89% de su gasto público total a educación, el año anterior había dedicado el 30,06%, cinco años antes el 25,21% y si nos remontamos diez años atrás el porcentaje fue del 16,68% del gasto público, es decir el porcentaje dedicado a educación se ha ido incrementando en los últimos años. Actualmente, el gasto en educación es de 171,6 millones de euros, lo que supone que el gasto público en educación en 2020 alcanzó el 12,75% del PIB, una subida 1,62 puntos respecto a 2019, en el que fue el 11,13% del PIB.

### Religión
Un 96% de los habitantes de las Islas Salomón son cristianos. La mayoría de los cristianos, un 73,4 %, son protestantes de diversas denominaciones: Iglesia de Melanesia (anglicanos), 31,9 %; Iglesia Evangélica de los Mares del Sur (evangélicos), Iglesia Unida en Papúa Nueva Guinea y las Islas Salomón, 10,1 %; Iglesia Cristiana de la Hermandad 2,5 %. Un 11,7 % de la población de las Islas Salomón son miembros de la Iglesia Adventista del Séptimo Día.  
La Iglesia de la provincia de Melanesia, una rama de la Iglesia anglicana, fue fundada en 1849 por George Augustus Selwyn, de Nueva Zelanda. Inicialmente se trataba de la Iglesia de la provincia de Nueva Zelanda, pero en 1975 terminó siendo una iglesia independiente y abarcaba las Islas Salomón, Vanuatu y Nueva Caledonia en el suroeste del Pacífico. La sede de la iglesia es la Catedral de San Bernabé en Honiara. Originalmente la iglesia All Saints' Church, una iglesia construida en 1971 que cuenta con interesantes esculturas de madera, era la catedral de esa iglesia.
Los católicos representan el 19,6 % de la población. La Arquidiócesis de Honiara de la Iglesia católica fue fundada el 22 de diciembre de 1978. Su catedral, la Holy Cross Cathedral esta con su nombre lo indica dedicada a la Santa Cruz y fue construida entre 1975 y 1978. Alrededor del 4 % de la población de las Islas Salomón son creyentes de religiones indígenas.

### Salud
Según la Iniciativa para la Medición de los Derechos Humanos, las Islas Salomón cumplen el 78,8% de lo que deberían cumplir en materia de derecho a la salud en función de su nivel de ingresos. En cuanto al derecho a la salud de los niños, las Islas Salomón alcanzan el 100% de lo esperado en función de sus ingresos actuales. En cuanto al derecho a la salud de la población adulta, el país alcanza el 97,6% de lo esperado en función de su nivel de ingresos. Las Islas Salomón se sitúan en la categoría de «muy mal» en la evaluación del ''derecho a la salud reproductiva'', ya que el país sólo cumple el 38,9% de lo que se espera que alcance en función de los recursos (ingresos) de que dispone.

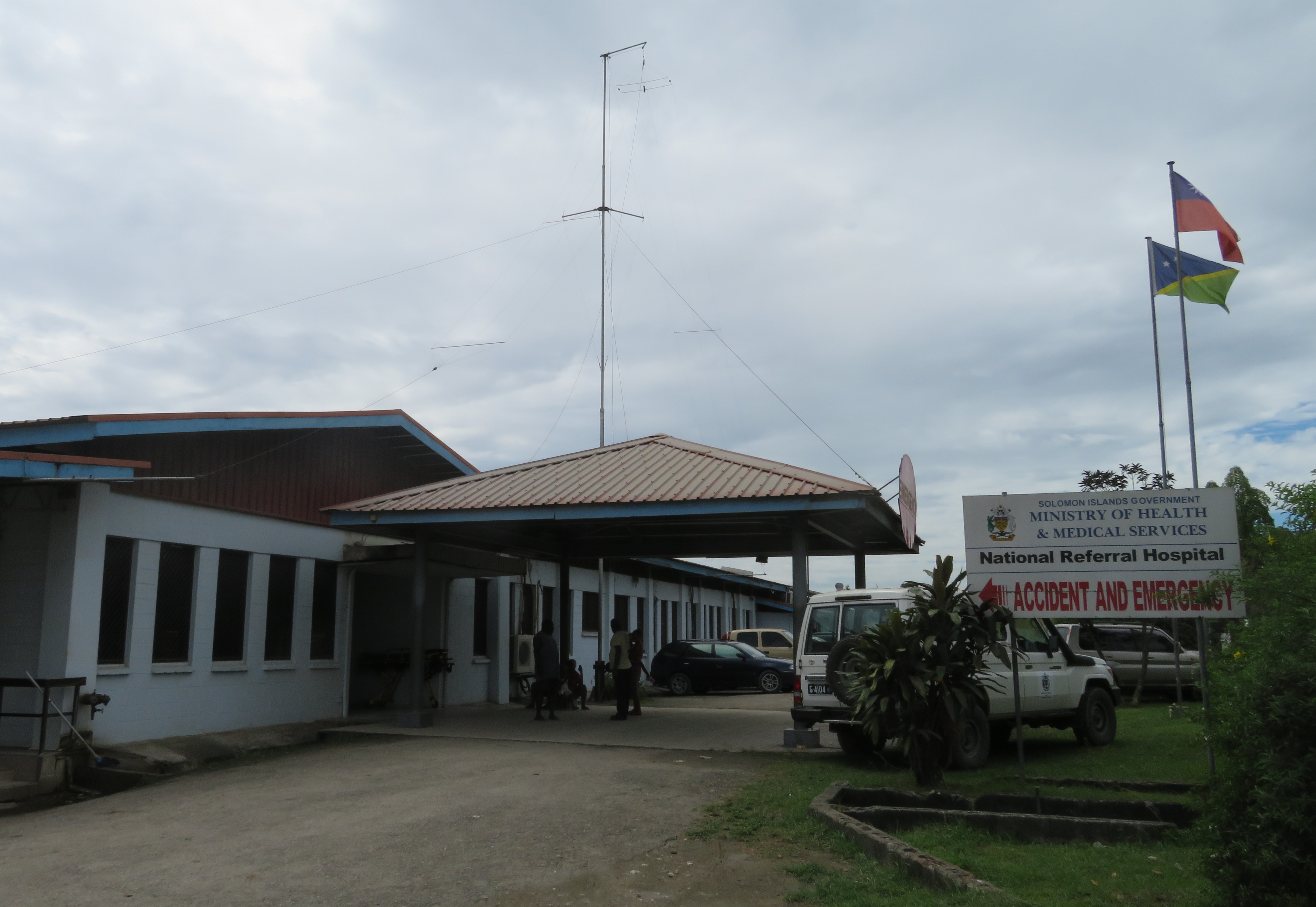
El Hospital Nacional de Referencia en Honiara, Islas Salomón

En 2007, la esperanza de vida al nacer de las mujeres era de 66,7 años y la de los hombres de 64,9. La tasa de fertilidad entre 1990 y 1995 era de 5,5 nacimientos por mujer. El gasto público en sanidad per cápita era de 99 dólares (PPA). La esperanza de vida sana al nacer es de 60 años.
El 10% de la población de las islas es rubia. Tras años de preguntas, los estudios han permitido comprender mejor el gen del rubio. Los hallazgos muestran que el rasgo del pelo rubio se debe a un cambio de aminoácido de la proteína TYRP1. Esto explica la mayor incidencia de pelo rubio fuera de la influencia europea en el mundo. Mientras que el 10% de los habitantes de las Islas Salomón muestran el fenotipo rubio, alrededor del 26% de la población también es portadora del rasgo recesivo.
Alrededor del 35% de las muertes se produjeron en 2008 debido a enfermedades transmisibles y condiciones maternas, perinatales y nutricionales. Las Islas Salomón tuvieron 13 casos acumulados de VIH entre 1994 y 2009 y entre 2000 y 2011 los casos confirmados de malaria disminuyeron constantemente. En 2017, las infecciones respiratorias inferiores representaron el 11,18%, los trastornos neonatales el 3,59% y las ITS (excluido el VIH) el 2,9% del total de muertes.

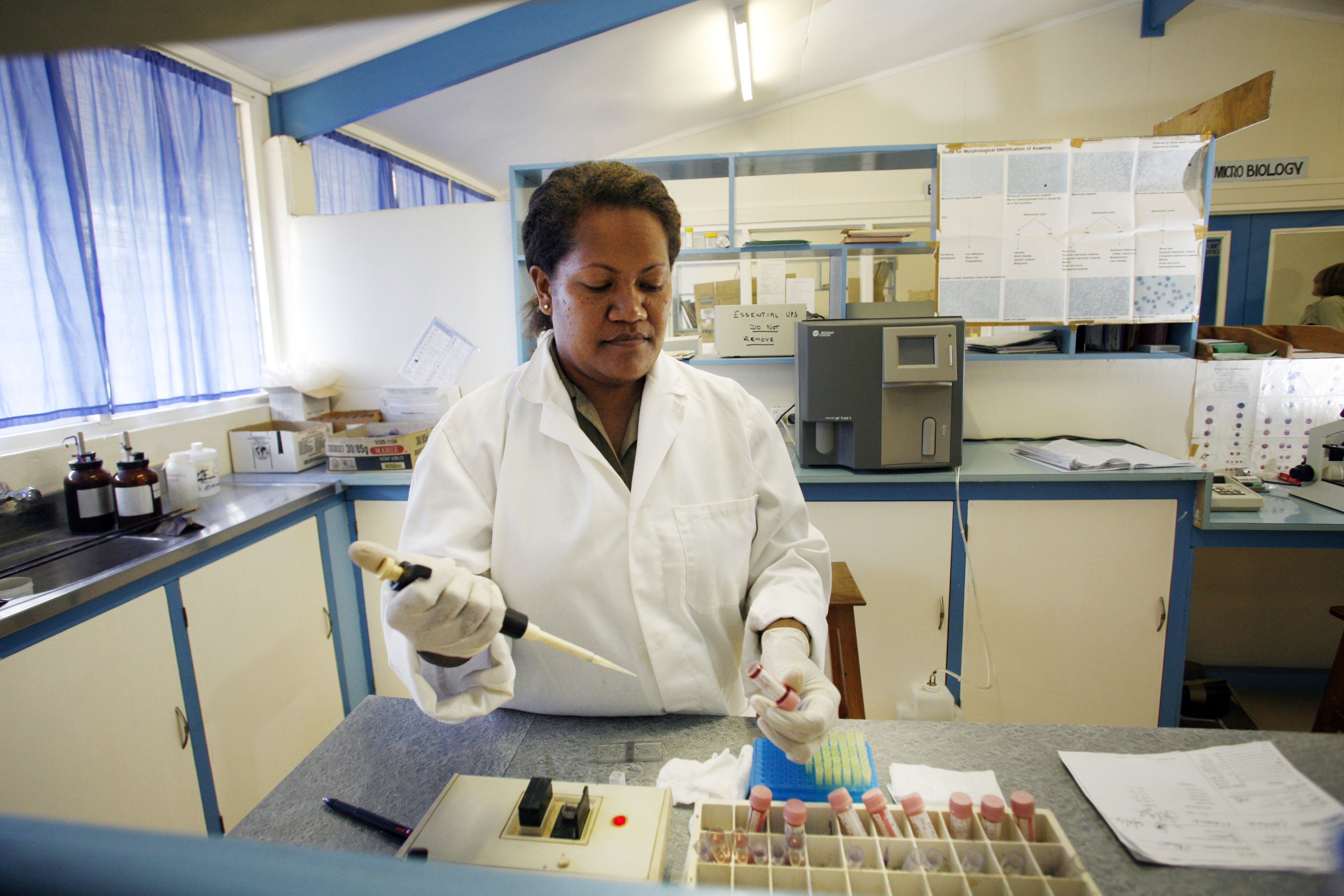
Análisis de una muestra de sangre en el laboratorio de Patología del Hospital de Kilu'ufi.

Las enfermedades no transmisibles (ENT) son las principales causas de muerte en las islas del Pacífico, y responsables del 60% de las muertes en las Islas Salomón. La mortalidad prematura por ENT fue de 1900 en 2016. Las cardiopatías isquémicas, los accidentes cerebrovasculares y la diabetes fueron las principales causas de mortalidad por ENT en 2017.
En las últimas dos décadas, las Islas Salomón han logrado muchos objetivos en materia de resultados sanitarios y han avanzado hacia el cumplimiento de la cobertura sanitaria universal. Identificar y tratar las ENT, abordar la escasez de mano de obra en el sector sanitario y mejorar la disponibilidad de instalaciones de tratamiento en todos los centros de atención sanitaria son las nuevas prioridades de las Islas Salomón.

## Cultura

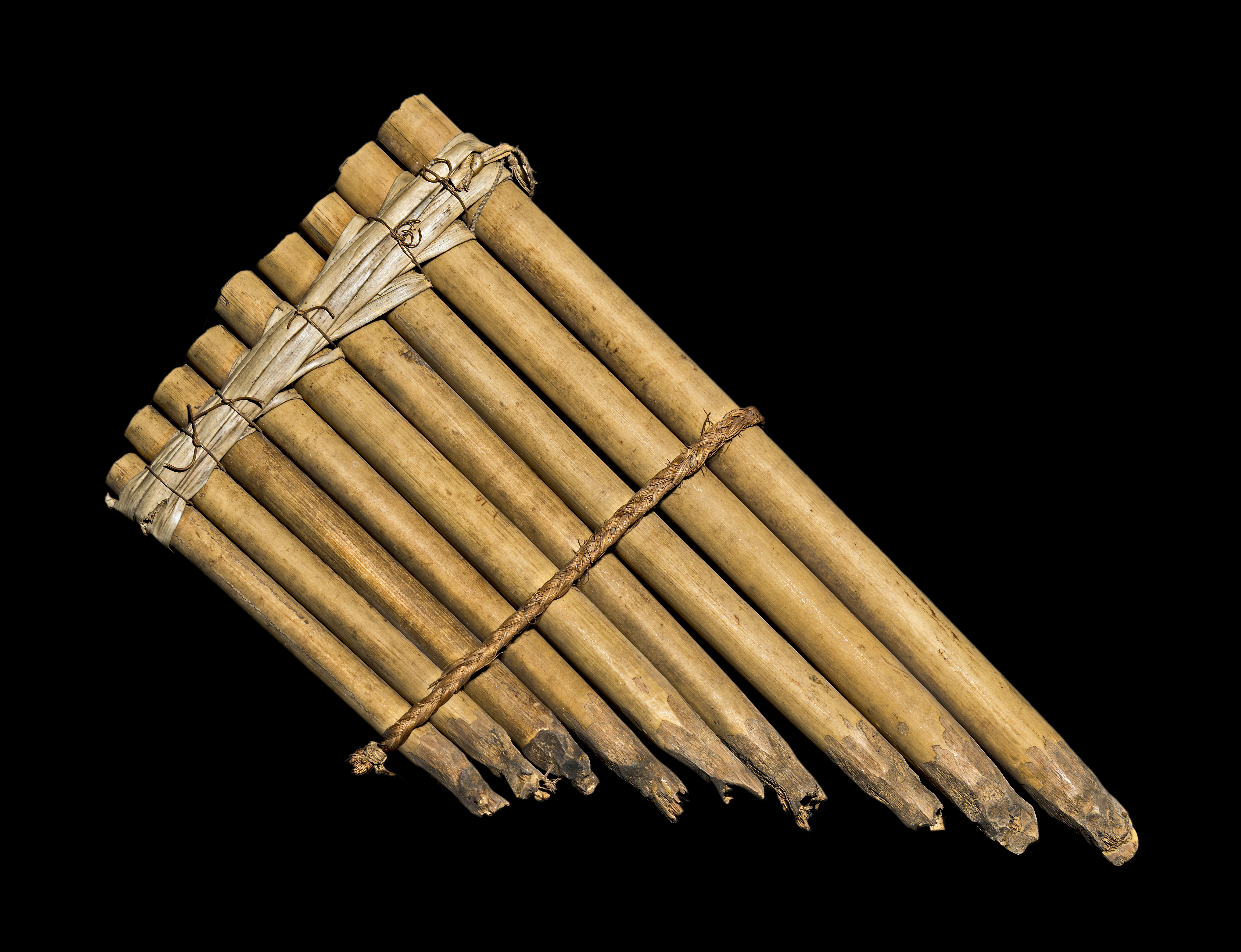
Flauta de pan,.

En la cultura tradicional de las Islas Salomón, las costumbres tradicionales se transmiten de una generación a la siguiente, supuestamente a través de los espíritus ancestrales, para formar los valores culturales de las Islas Salomón.
Actualmente en las Islas Salomón, como en otras partes de Melanesia, el kastom es el núcleo de afirmación de los valores tradicionales y prácticas culturales en un contexto moderno. La Kastom Gaden Association, por ejemplo, defiende y fomenta el cultivo y el consumo de alimentos tradicionales en lugar de los importados.

### Artes plásticas

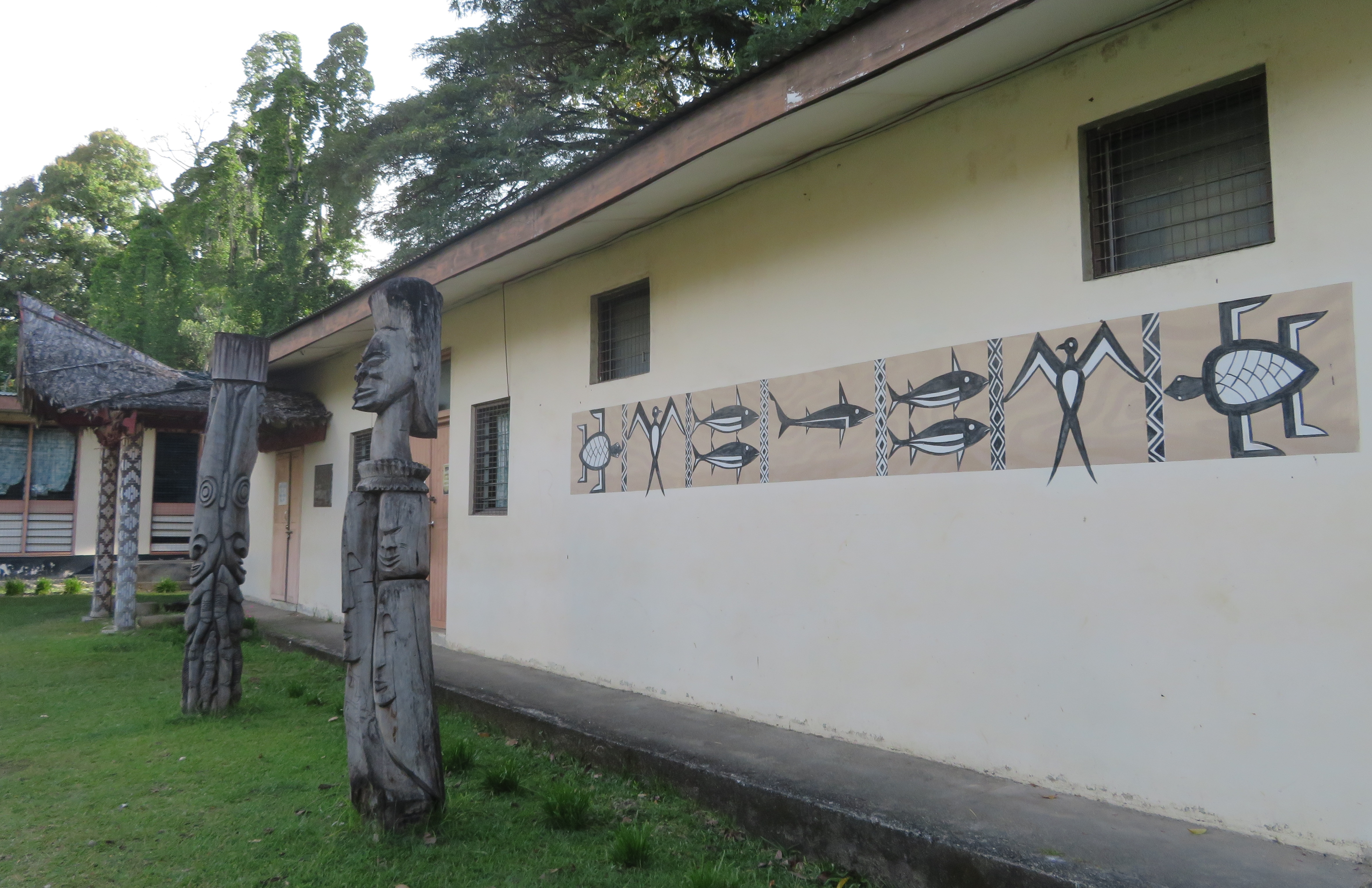
Esculturas de madera y pintura mural en el Museo Nacional en Honiara

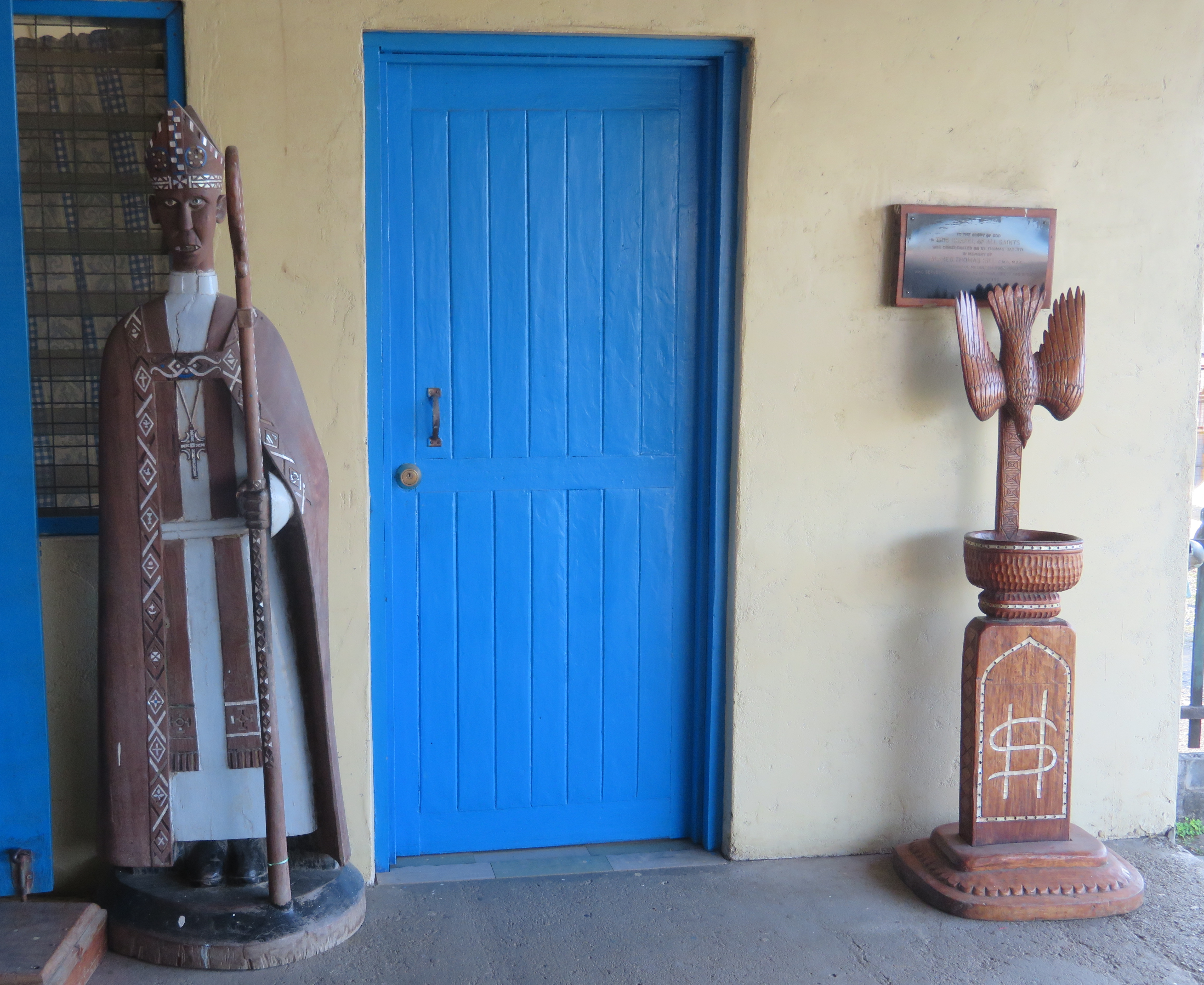
Esculturas de madera delante de la iglesia All Saints' Church en Honiara

La alfarería no está muy desarrollada en las Islas Salomón ya que la mayoría de las islas no cuenta con yacimientos de barro idóneo para la producción de cerámica. Antiguamente había cerámica en algunas islas en el norte del país, parecida a la de la neolítica cultura Lapita, pero en la actualidad únicamente la población de la isla Choiseul sigue produciendo cerámica.
La materia prima más importante de las artes plásticas de las Islas Salomón es la madera, que no es un material muy duradero en el húmedo clima del país. La escultura en madera tiene una larga tradición en las Islas Salomón. Con frecuencia los motivos consisten en dioses y demonios de la mitología. En muchos casos fueron ornamentados con nácar, especialmente los nguzunguzu. Se trata de figurones de proa de las canoas de guerra. El Museo Nacional en Honiara cuenta con una gran colección de esculturas de madera del estilo tradicional. En los edificios de la Universidad del Pacífico Sur en Honiara hay varias columnas ornamentadas con esculturas en madera en el estilo tradicional de las islas e igualmente la iglesia All Saints' Church en Honiara cuenta con impresionantes esculturas de madera. En la Catedral de la Santa Cruz hay dos grandes estatuas de madera de Santa María y de San José creadas por el artista Frank Haikiu, natural de Honiara.
Los motivos de la pintura tradicional consisten en animales, como peces y tortugas en muchos casos. Varias iglesias de las Islas Salomón están adornadas con pinturas murales en el estilo tradicional con profusión de colores. Dichas pinturas murales muestran los santos o varias escenas de la biblia y las personas representadas tienen el peinado y el vestuario tradicionales de las islas.

### Medios de comunicación
Debido a la gran variedad lingüística de las islas, al bajo nivel de alfabetismo y a las dificultades de recepción de las señales de TV, el medio de comunicación más difundido es la radio. El país dispone de una emisora pública, la Solomon Islands Broadcasting Corporation (SIBC), con dos canales nacionales, Radio Happy Isles y Wantok FM, y uno provincial, Radio Happy Lagoon. Existe una emisora privada, PAOA FM. SIBC opera el única canal de TV de las Islas Salomón, pero se pueden captar canales vía satélite.
La prensa cuenta con un diario nacional, el Solomon Star, y un periódico diario en línea, el Solomon Times Online. Existen también dos semanales, Solomons Voice y Solomon Times, y dos mensuales, Agrikalsa Nius y Citizen's Press.

### Infraestructura
El principal aeropuerto del país es el Aeropuerto Internacional de Honiara, el cual se encuentra al este de la capital. Es la base de operaciones de Solomon Airlines, la aerolínea de bandera del país. Cuenta con vuelos directos a Nadi (Fiyi), Port Vila (Vanuatu) y Brisbane (Australia), así como a 20 aeropuertos domésticos localizados en cada provincia del país. Para promover el turismo Solomon Airlines ha introducido una conexión directa entre Brisbane y Munda en 2019. Virgin Australia conecta Honiara a Brisbane dos veces por semana. La mayoría de los aeropuertos domésticos son accesibles únicamente a aviones de pequeño tamaño, ya que las pistas son cortas.

## Deporte

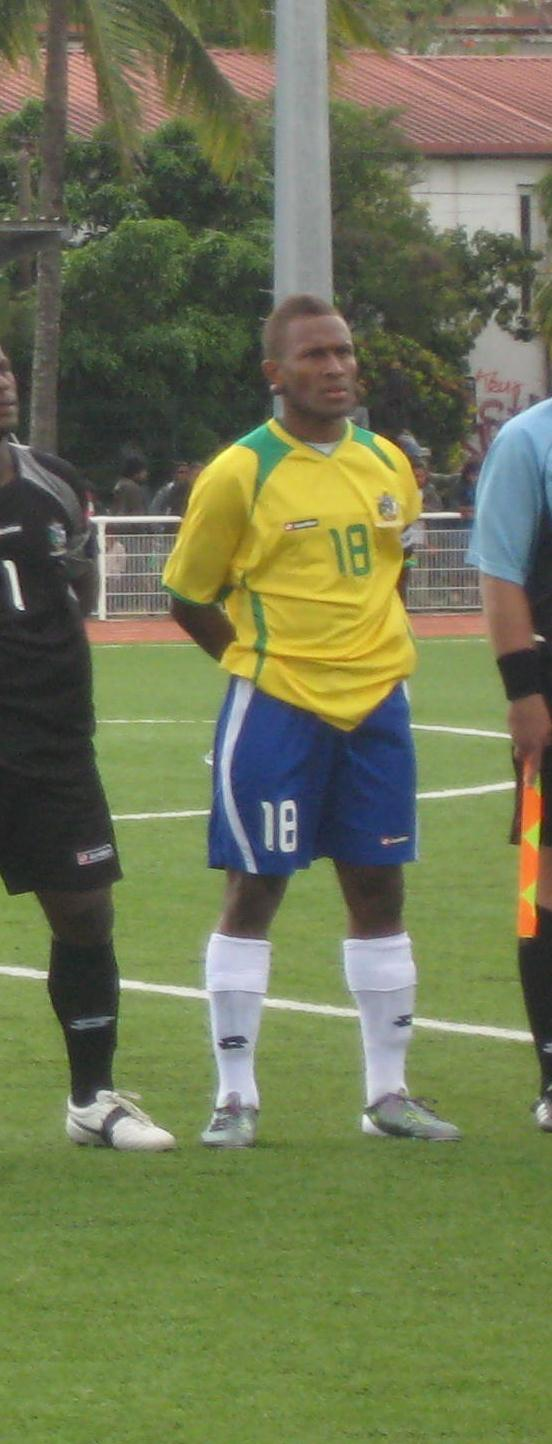
Henry Fa'arodo, jugador de la selección de fútbol de las Islas Salomón.

El fútbol es el deporte más popular del país, la Federación de Fútbol de las Islas Salomón se encarga de administrar la selección de fútbol de Islas Salomón, es miembro de la OFC y la FIFA. A nivel continental es una de las selecciones más fuertes de Oceanía, mientras que a nivel mundial, es una de las selecciones más débiles. La selección nunca ha conseguido clasificarse para el Mundial masculino de fútbol, sin embargo es habitual su presenta en la Copa de las Naciones de la OFC, donde logró un subcampeonato histórico en 2004, un tercer puesto en la edición del año 2000 y dos cuartos puestos en 2012 y 2016.
La liga nacional es la S-League (llamada así por razones publicitarias), está compuesta por 8 equipos que se enfrentan todos contra todos en 2 rondas. La S-League posee un cupo a la Liga de Campeones de la OFC.
Las modificaciones del fútbol (fútbol playa y fútbol de salón) son también muy populares en las islas, en estos dos deportes, Islas Salomón es el más poderoso a nivel continental y una de las selecciones que acostumbra estar en los mundiales, tanto en fútbol de salón como en fútbol playa, a pesar de que las actuaciones de la Selección de fútbol sala de las Islas Salomón y la Selección de fútbol playa de las Islas Salomón suelen realizar malas campañas en estos torneos.
En 2012, el país fue la sede de la Copa de las Naciones de la OFC, después de que en marzo se decidiera que la sede escogida anteriormente, Fiyi, no cumplía los requisitos. El país fue sede de los Juegos del Pacífico para el año 2023. Otros deportes populares son el rugby, el béisbol, la natación y el surf.
El país ha participado en todas las ediciones de los Juegos Olímpicos de verano desde el año 1982, no habiendo conseguido ninguna medalla. Por su parte, el país nunca ha participado en los Juegos Olímpicos de invierno.